# Вёздино
 Вёздино  — деревня в Усть-Вымском районе Республики Коми в составе сельского поселения Айкино.

## География
Расположена на расстоянии примерно 6 км по прямой на юго-запад от районного центра села Айкино.

## История
Известна с 1490 года как погост Вездынь с 10 жилыми дворами. В 1608 году здесь было 22 двора, в 1646 18 жилых и 8 пустых дворов. В 1678 году Вёздино было уже деревней с 21 двором, в 1747 (Вездынь) отмечено наличие 135 жителей мужского пола. В 1859 году 57 дворов, в 1918 737 жителей, в 1926 (село Вездино) 174 двора и 683 жителя, в 1959 239 жителей. С 1961 года снова деревня. Население составляло 399 человек (1970), 239 (1989). Имеется ветхая деревянная Николаевская церковь.

## Население
Постоянное население составляло 201 человек (коми 88 %) в 2002 году, 157 в 2010.